# Burlington House
Pour les articles homonymes, voir Burlington.

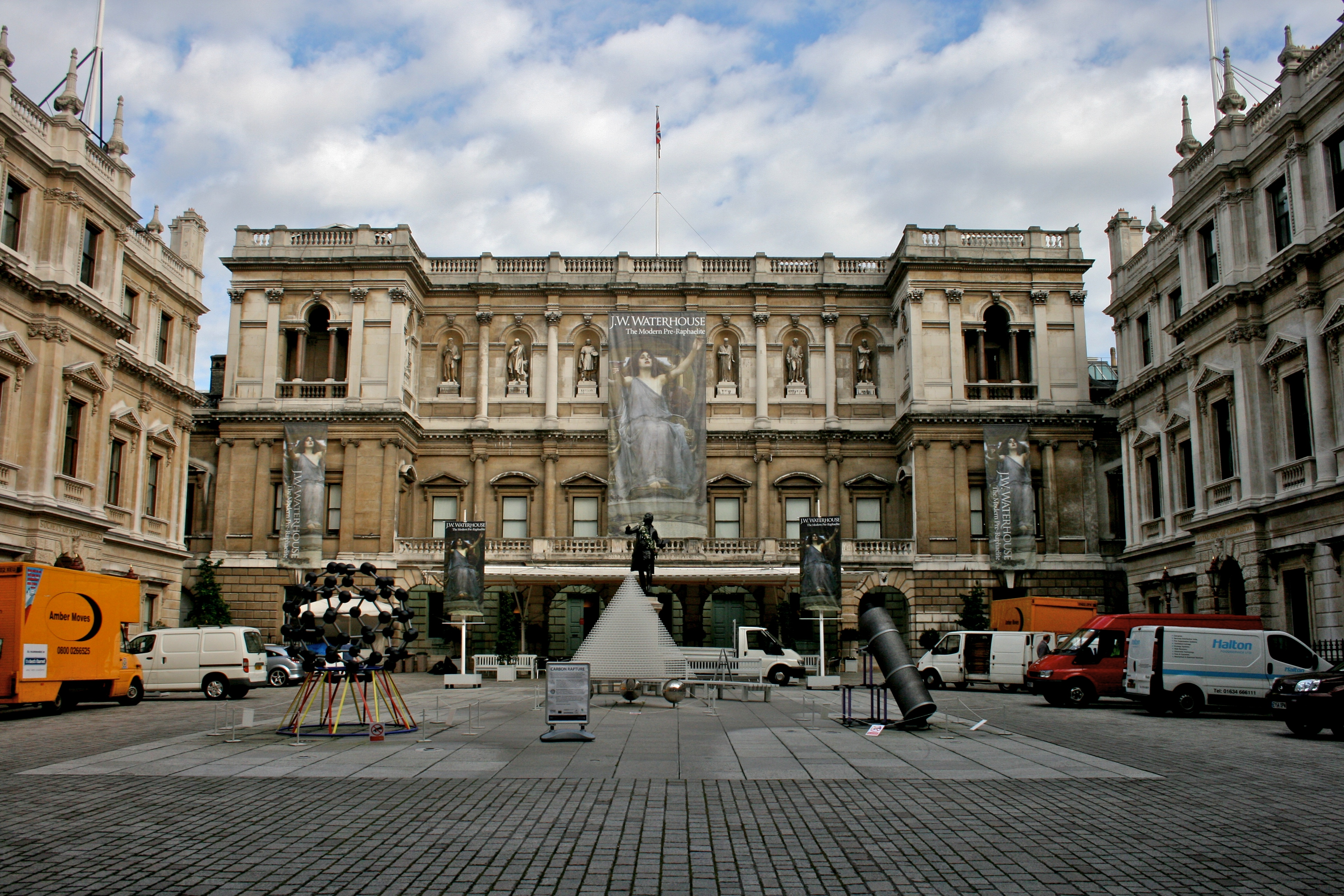
Burlington House.

Burlington House est un bâtiment londonien situé sur l'artère de Piccadilly, qui est le siège de plusieurs institutions artistiques et scientifiques britanniques.

## Historique

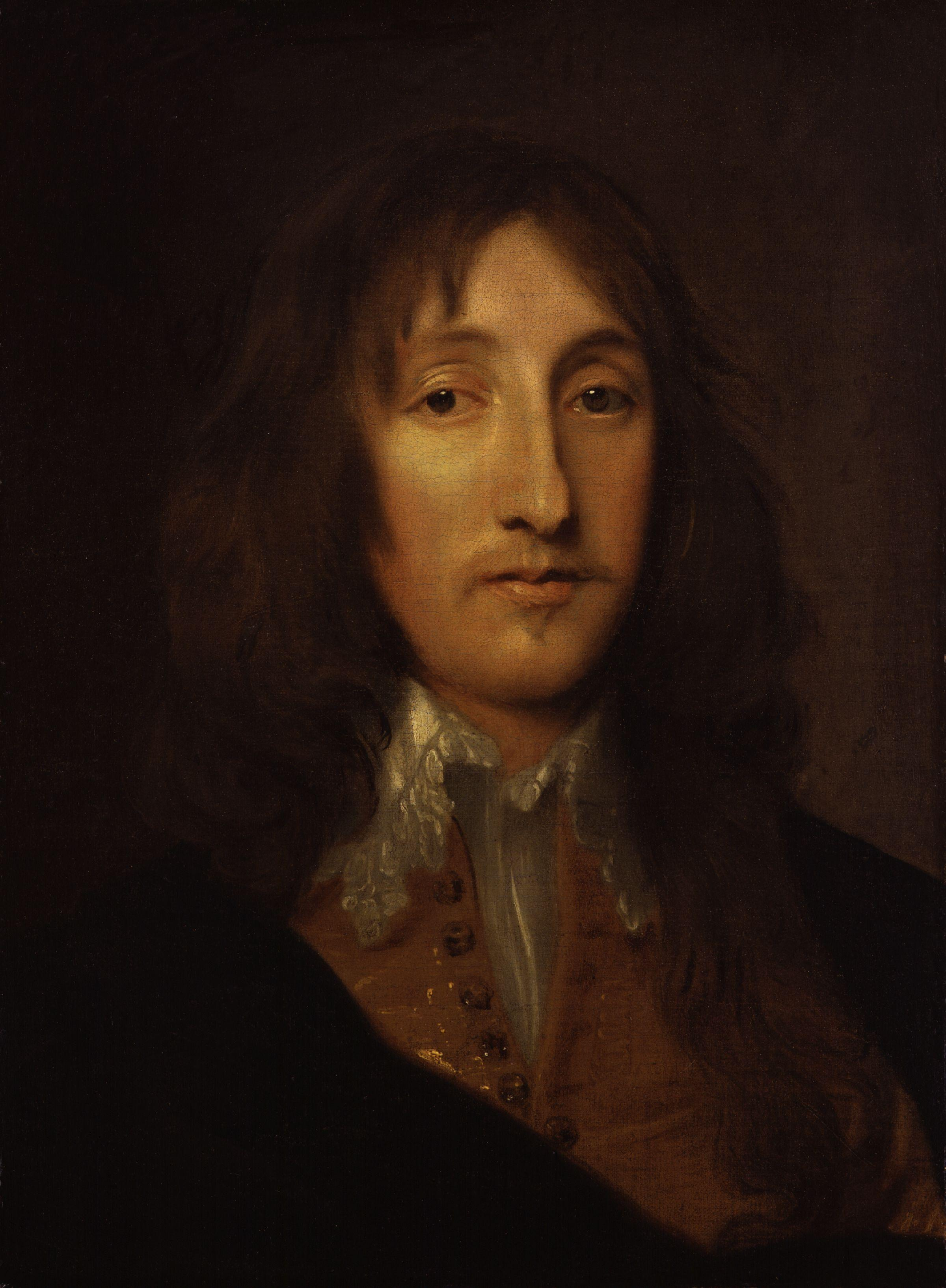
Richard Boyle, 1er comte de Burlington
par Antoine van Dyck (1632)
National Portrait Gallery, Londres.

En 1664, Richard Boyle (1612-1698), devenu le premier comte de Burlington, voulut se faire construire un hôtel particulier près de St. James's. Son domaine était considérable et occupait une grande partie de l'actuel Mayfair.
Le troisième comte de Burlington, nommé lui aussi Richard Boyle (1694-1753), dit le « comte architecte », fit reconstruire l'ensemble du bâtiment dans le style palladien, avec l'aide de son confrère  Colen Campbell. Une partie des terrains fut transformée en 1734 en logements et de nouvelles rues apparurent, dont Savile Row.
La demeure fut ensuite modifiée de 1867 à 1873 pour en faire un édifice de style néorenaissance. En 1869, l'arrière de Burlington House fut transformé en style néogothique. Ornée de tours, d'un portique et d'un porche monumentaux, l'aile de l'édifice porte une vingtaine de statues de magistrats. 
Pendant de nombreuses années, l'endroit fut le siège de l'University of London. Fondée en 1836, celle-ci ne gagna Bloomsbury (sa résidence actuelle) qu'à la fin de la Seconde Guerre mondiale. De nos jours, les lieux accueillent la Royal Academy, c’est-à-dire l'Académie des Beaux-Arts.

## Royal Academy

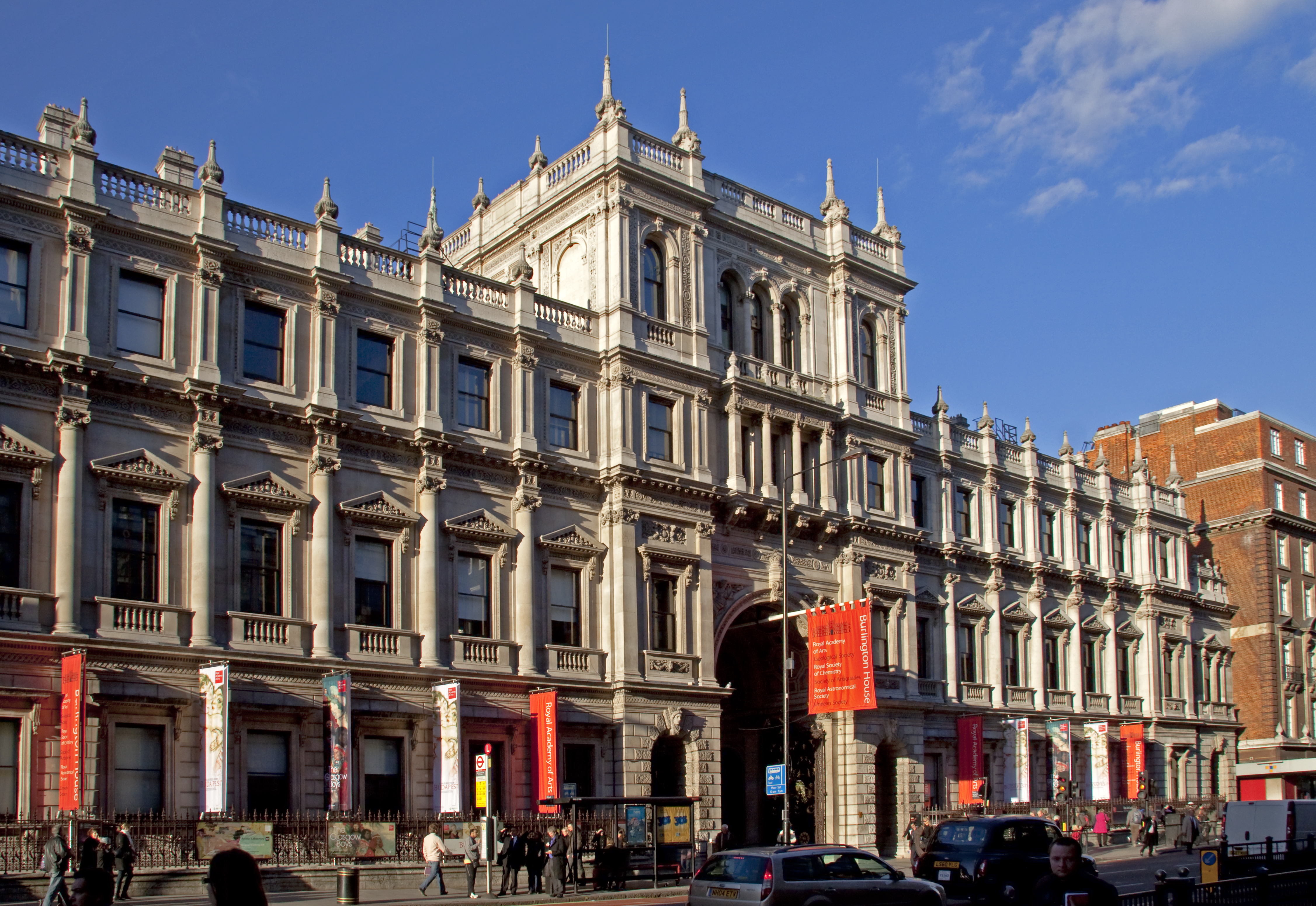
Façade de Burlington House depuis Picadilly

La Royal Academy est installée en ces lieux depuis 1868, année de son centenaire. 
Dans la cour est érigée la statue de son premier président, le portraitiste Joshua Reynolds (1723-1792).
La Royal Academy ne peut pas compter plus de 80 membres, qui doivent être peintres, graveurs, sculpteurs ou architectes. Elle organise deux expositions annuelles ; l'une en été, consacrée depuis 1769 aux artistes vivants, et l'autre en hiver qui concerne l'art ancien. En 1999, son exposition Monet au XXe siècle attira 800 000 personnes, record mondial d'entrées payantes pour une exposition d'un peintre impressionniste.
Les collections permanentes de la Royal Academy sont exposées dans les salles privées (Private Rooms), où l'on peut voir des toiles des anciens membres illustres de l'Académie, tels J.M.W. Turner, Thomas Gainsborough, John Constable ou Joshua Reynolds, mais aussi une Madone à l'Enfant de Michel-Ange et la célèbre copie de La Cène de Léonard de Vinci.

## Autres occupants actuels
Outre la Royal Academy, cinq sociétés savantes occupent actuellement les deux ailes du bâtiment :
- Aile ouest :
  - la Linnean Society of London (Société linnéenne de Londres)
  - la Royal Astronomical Society (Société royale d'astronomie)
  - la Society of Antiquaries of London (Société des antiquaires de Londres)
- Aile est :
  - la Geological Society of London (Société géologique de Londres)
  - la Royal Society of Chemistry (Société royale de chimie)